# Andrea Ghidone
Andrea Ghidone   (Montevideo, 15 d'agost de 1978) és una vedet uruguaiana, model, ballarina professional i actriu de teatre i de televisió coneguda pel seu treball a l'Argentina.
Ghidone és coneguda pel seu treball amb la veterana comediant i actriu Carmen Barbieri, ha treballat per a la companyia de teatre Barbieri i ha estat en tots els seus musicals des de finals del 2008: Vedettísima (2009), Fantástica (2010), Bravísima (2011) Barbierísima (2012), i Escandalosas (2013). També ha fet de model per a la portada de Maxim, al juny de 2010, a l'Argentina.
Ghidone va participar en la sisena temporada de Bailando por un Sueño el 2010 (Bailando és la versió argentina de Dancing With The Stars). Va acabar al 18è lloc perdent davant el boxejador, Fabio «La Mole» Moli.

## 2008-present: Carrera artística
| Any          | Espectacle                     | Notes                                             | Gènere              |
| ------------ | ------------------------------ | ------------------------------------------------- | ------------------- |
| 2008-2009    | Vedettísima                    | Ballarina destacada Vedet secundària              | Revista de teatre   |
| 2009-2010    | Fantástica                     | 3a vedet Actriu secundària (ballarina)            | Revista de teatre   |
| 2010         | Bailando 2010                  | 12a posició                                       | Competició de TV    |
| 2010-2011    | Bravísima                      | 2a vedet Actriu secundària (ballarina)            | Revista de teatre   |
| 2011         | Bailando 2011                  | Reemplaçament                                     | Competició de TV    |
| 2011-2012    | Barbierísima                   | Vedet principal Monologista - Ballarina principal | Revista de teatre   |
| 2012–2013    | Escándalosas                   | 1st Vedette Acròbata principal-Ballarina i actriu | Revista de teatre   |
| 2013         | Celebrity Splash               | Quarts de finals 1 Semifinals 2                   | Competició de TV    |
| 2013         | Tango encantado                | Ballarina estrella                                | Espectacle de tango |
| 2013–2014    | Sé infiel y no mires con quién | Actriu secundària                                 | Comèdia de teatre   |
| 2014–present | Señor Tango                    | Ballarina estrella                                | Espectacle de tango |

### Vedettísima
El 2008, Ghidone va debutar en el musical Vedettísima de Carmen Barbieri. L'espectacle va comptar amb Carmen Barbieri, Los Nocheros, Santiago Bal, María Eugenia Ritó, Tristán, Silvina Luna, Matías Alé, el mag Juan Durán, Alejandro Gallego, Silvina Escudero i Estefanía Bacca. Aquesta va ser la primera gran actuació de Ghidone al teatre.

### Fantástica
A finals del 2009 i la major part del 2010, Ghidone aleshores era una vedet en el musical Fantástica de Carmen Barbieri, que tenia un repartiment impressionant. El musical va ser protagonitzat per Carmen Barbieri, Santiago Bal, Tristán, Rolo Puente, Alberto Martin, Mónica Farro, Daniela Cardone, Matías Alé, Silvina Escudero, Paola Miranda, Gaby Figueroa, Mariana «Niña Loly» Antoniale, Pamela Sosa, Rocío Marengo, Alicia Barcelo, Estefanía Bacca, Damian, Duarte, Matías Sayago, Leandro Angelo, Rodrigo Escobar i Cristian Ponce. El 2010 el musical va guanyar tres premis Estrella de Mar: millor revista; millor direcció a Javier Faroni; els millors vestits de «Gaby Girl's». L'espectacle va ser produït i escrit per l'aleshores marit de Barbieri, Santiago Bal, i dirigit per Faroni.

### Bailando 2010
El 2010, Ghidone i el seu company de dansa professional, Emanuel González, van participar en Bailando por un sueño (Argentina), un concurs de ball de xou d'impacte on participen famosos. Bailando por un sueño és la versió argentina de Dancing With The Stars. Com a ballarina, Ghidone va ser capdavantera en la competició i va obtenir la puntuació més alta a la ronda de pole dance amb un perfecte (50) i a merengue amb (48) juntament amb Silvina Escudero. Va ser la 18a persona que va abandonar la competició després d'aconseguir un (30) a la ronda Dancing in the rain i haver perdut al vot per telèfon del public, amb el 26,97% dels vots, davant del boxejador argentí Fabio «La Mole» Moli qui va obtenir el 73,03% dels vots. Més tard, Fabio guanyaria la competició amb el 50,24% dels vots, deixant com a subcampiona Paula Chaves amb el 49,76% del vot del públic.

### Bravísima
El 2010 Ghidone va debutar al nou musical Bravísima de Carmen Barbieri. El musical estava encapçalat per la vedet argentina Carmen Barbieri, junt amb Matías Alé, Mónica Farro, Belén Francese, Toti Ciliberto, Dominique Pestañas, Emiliano Rella i Andrea Estévez, així com Ghidone. A la revista va actuar, actuant i ballant, com Marilyn Monroe. Ella també va actuar com a venedora de diaris i com a Cleòpatra. El musical va ser escrit i dirigit per Santiago Bal i produït per Javier Faroni. L'elenc i el musical van fer una gira per tota l'Argentina i parts de l'Uruguai. Bravísima va guanyar una Estrella de Mar al millor espectacle de revistes de l'any, a més, Carmen Barbieri va guanyar el premi a la millor comèdia especialitzada femenina pel seu treball a la revista.

### Bailando 2011
El 2011, Ghidone va tornar a la temporada següent, però com a substituta de la model paraguaiana, Larissa Riquelme, qui va patir una lesió al genoll. Ella va substituir Riquelme durant una eliminació en què va ser salvada pels jutges i va comptar amb el suport de Riquelme. Ella es va quedar com a reemplaçament durant la resta de la gala. La model paraguaiana va tornar a la següent gala.

### Barbierísima
A finals del 2011 va debutar a l'espectacle de teatre Barbierísima, de Barbieri, junt amb Zulma Faiad, Germán Krauss, Beto César, Fernando Ramírez, Andrea Estévez, Claudia Albertario, Gabriela Mandato, Adriana «Leona» Barrientos, Emiliano Rella, Rodrigo Lussich, Daniel Ambrosino, Donald, Silvina Scheffler, Rubén Matos, Juan Marcelo, Victoria Xipolitakis, Hernán Cabanas, Dominique Pestaña, Ivanna Paliotti, Gala Tamara, Noelia Ramella, Gisela Molinero i un cos de ballarins. Actua com a vedet principal a la revista musical junt amb Andrea Estévez i Claudia Albertario. L'espectacle de la revista va guanyar dos Estrellas de Mar: millor revista i millors vestits.

### Escandalosas
El 4 de setembre de 2012, l'actriu-ballarina es va confirmar com a personatge principal en el musical de Barbieri anomenat Escandalosas (inicialment anomenat Travestísima) per a la temporada teatral d'estiu 2012-2013. La revista va ser dirigida per Moria Casán i Carmen Barbieri. Es va rumorejar que molts artistes actuarien a la revista, com ara: Aníbal Pachano, Beto César, Adabel Guerrero, Andrea Estévez, Claudia Albertario, Virginia Gallardo, Stefanía i Victoria Xipolitakis, Federico Bal, Marina Calabró, Mariana Jacazzio, Julián Labruna, Lorena Liggi, Cristian U i Soledad Cescato. La revista s'havia d'estrenar el 3 de desembre al teatre Atlas de Mar del Plata, a l'avinguda Luro, produït i dirigit per Carmen Barbieri, Carlos Moreno i Javier Faroni. Finalment, la companyia musical va decidir avançar l'estrena de l'espectacle teatral al 1r de desembre, amb el repartiment Carmen Barbieri i Moria Casán, Ghidone, Beto César, les germanes bessones Vicky i Stefi Xipolitakis, Mariana Jacazzio, Federico Bal, Lorena Liggi, Soledad Cescato i Julián Labruna. La revista va ser nominada a sis premis: millors vestits (Gaby Girl's), millor producció artística (Javier Faroni), revelació femenina (Gisela Lepio), revelació masculina (Martín Sipicki) i millor còmica femenina (Carmen Barbieri i Moria Casán). Van obtenir tres premis: millor producció artística (Javier Faroni), revelació masculina (Martín Sipicki) i un premi especial de reconeixement com a espectacle de revistes. Aquesta seria la darrera temporada de Ghidone actua en una revista teatral.

#### Accident
El 6 de gener de 2013, mentre interpretava un dels seus números de dansa acrobàtica, The Asiatic Number, va caure dels seus anells des d'una alçada de 2 - 2,5 metres. Un metge la va veure en escena i va ser enviada a l'hospital al tancament del seu número, on es van fer moltes proves.
El 22 de gener, Ghidone va tornar a debutar a la revista després de la seva recuperació i continua interpretant el número acrobàtic. Els seus números van ser coberts per la seva companya vedet, Lorena Liggi.

## 2012–present:Carrera televisiva i teatre de comèdia
El 2012, Ghidone va debutar en la pantalla petita a la telenovel·la argentina Dulce amor. Aquest mateix any va fer una aparició especial a la miniserie Boyando.
Després d'acabar el contracte amb la companyia de teatre, l'actriu uruguaiana de Javier Production va passar a actuar com a ballarina estrella en un petit espectacle de tango anomenat Tango encantado el 2013.
A principis del 2013, Ghidone va comentar que tenia previst retirar-se de la seva carrera teatral de revistes i sales de música per centrar-se en la seva carrera de comèdia musical, teatre i escenografia.
El 2013 va participar en la competició de busseig de xou d'impacte, Celebrity Splash!. Va ser eliminada als segons quarts de final, però després va tornar, sent retornada. Finalment va ser eliminada a la ronda de la semifinal de l'espectacle.
Després, Ghidone va ser una actriu secundària en la comèdia escènica Sé infiel y no mires con quién a Mar del Plata. La comèdia és una adaptació d'una obra de teatre originària de Londres i creada per Ray Cooney i John Chapman. Javier Faroni és el productor i la comèdia va ser interpretada per Fabián Gianola, Nicolás Scarpino i Carolina Papaleo. Altres protagonistes de l'espectacle són Matías Alé, Celina Rucci, Alejandro Muller, Dallys Ferreira i Betty Villar. La comèdia va començar el 21 de desembre de 2013. El juny de 2014, Ghidone va decidir deixar la comèdia mentre feia una gira per Latinoamèrica i unir-se a Señor Tango com una de les seves ballarines estrella.